# 파로호
파로호(破虜湖) 또는 화천호(華川湖)는 대한민국 최북단에 위치하는 인공호수로 1944년 5월에 화천댐이 건설되면서 만들어진 인공 호수이다. 면적은 38.9km2으로 10억 톤의 물을 담을 수 있는 규모이다. 상류에는 평화의 댐이 있다.
화천댐은 북한강에 있는 높이 81.5m, 길이 435m, 총 저수량 10억 1800만t의 콘크리트 중력댐으로 일제에 의해 1939년 착공되어 1944년 완공된 댐이다. 대한민국 내의 수력발전을 위한 댐 중 최대 규모로, 댐이 준공되며 화천호가 만들어졌다.
이 지역은 38선 이북으로 8.15 광복 직후에는 소련군정 관할에 속하였으나 한국 전쟁 이후 대한민국에 복속된 지역이다.

## 명칭

### 유래

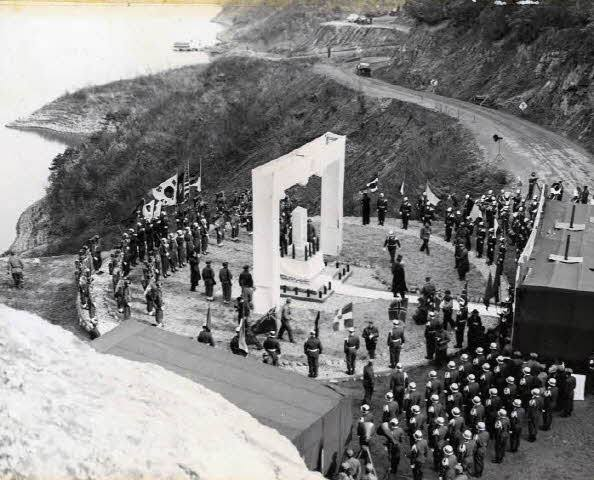
파로호비가 개막되는 모습.

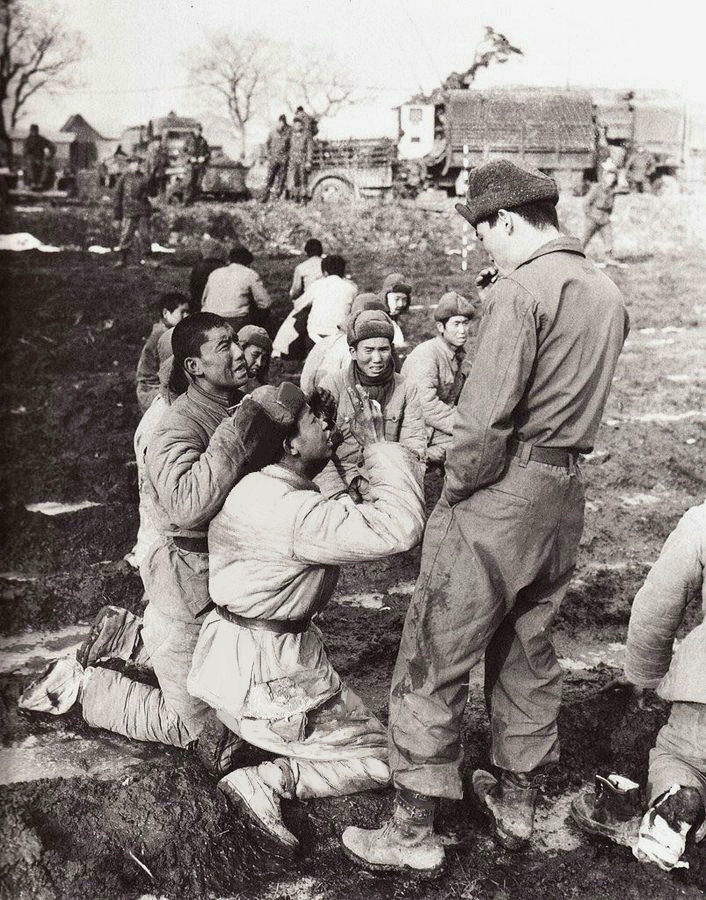
파로호 전투후 한국군에 생포된 중공군 포로들

댐 건설 당시 호수에 붙여진 이름은 '화천호'이며, '파로호'라는 이름은 6.25 전쟁 파로호 전투 때 화천호 근방에서 조선인민군 및 중국인민지원군 24,000여명을 사살하고 전사자 시체를 화천호에 수장(水葬)시킨 곳이라 하여 1955년 11월 18일, 이승만 대통령이 오랑캐를 무찌른 호수'라는 뜻의 '파로호(破虜湖)'로 명명하고 기념비 제막식을 성대하게 거행하였다.

### 논란
중국 측에서 대한민국 정부와 관할 지자체 측에 중국 관광객들의 불쾌감을 이유로 중국인민지원군의 패전의 흔적이 있는 파로호의 이름을 바꾸라고 요구한 바 있다.

## 주변 환경과 생태계 및 현황
천연기념물인 황쏘가리를 비롯해 50여종의 다양한 어류가 서식하고 있다. 이에 따라 다양한 조류는 물론 1급수에 서식하는 천연기념물 수달이 광범위하게 서식하고 있다.  원앙, 찌르레기 등 많은 조류가 존재하며 삵, 고라니, 너구리 등 다양한 생물다양성을 자랑한다.
과거 평화의 댐 건설 이전 이곳은 낚시 명소로 각광을 받아 왔으나 외래 육식어종인 배스가 토종어종인 쏘가리와의 생존경쟁에서 승리하며 생태계에 교란을 이어 왔다. 생태계의 교란은 토종어종의 감소로 이어졌다.
양구군, 화천군 지역 내 수계에서는 10여년 전부터 참게, 잉어, 붕어, 뱀장어 등 토종어류 치어방류사업과 배스에 대한 수매정책이 진행 중이다. 또한 양구군과 화천군에서는 배스 낚시를 허용하고 낚시 대회를 개최하는 등 생태계를 되살리기 위하여 노력하고 있다.

## 파로호 인공습지
파로호 인공습지는 화천댐 최 상류 지역에 위치한다. 인공습지는 수중의 부유물질과 인을 침강시켜 하류의 부영양화를 경감하는 효과를 가지고 있어 거대하게 형성된 나대지에서 무단 경작으로 인한 수질오염과 불법토사, 불법투기 등으로 인한 생태계 파괴에 대처하기 위해 저류보를 설치하게 되면서 조성되었다. (인공습지는 최근 경비가 적게 드는 수질정화법으로 각광받고 있다.)
인공습지는 환경적 기능뿐만 아니라 육지환경과 호수 생태계 사이의 독특한 환경을 조성하여 경제적 측면의 수확뿐 아니라 휴양공간으로 활용될 수 있다. 또한 멸종위기의 생물종의 서식지로 이용되어 생물다양성을 높이는데 많은 도움이 되고 있다.

#### 한반도 섬
양구군은 한반도의 정중앙에 위치하고 있다는 특성을 내세우며 호수 상류에 한반도 섬을 만들었다. 그 목적은 대규모의 습지를 조성하여 수질개선과 생태계를 복원하는 습지를 조성하는 것이다.

#### 평화의 댐
호수 상류에 위치한 댐으로, 길이 601m, 높이 125m이며 최대저수량은 26억 3000만t이다. 조선민주주의인민공화국의 금강산댐 건설에 대응하여 만들어진 댐으로, 건설을 위하여 국민모금운동이 벌어지기도 했다. 1986년 10월 착공하였고 1988년 5월에 1단계 공사를 완료하고 2002년 9월에 2단계 공사에 착공하여 2005년 10월 완공되었다. 현재는 양구 펀치볼 전적비와 고성 통일 전망대 등을 잇는 통일 안보 관광지로의 역할을 하고 있다.

#### 구석기 유적
1986년 12월 평화의 댐 건설을 위한 퇴수 작업 때 유물들이 노출되며 조사가 시작되었다. 강원대학교에 의해 문화유적 지표조사가 실시되어 구석기시대의 유물과 고인돌을 포함한 청동기시대 유물들이 발굴되었다. 그러나 많은 유적들은 화천댐의 수문을 닫은 이후 다시 수몰되어 다시 훼손이 진행되고 있는 실정이다.

## 같이 보기
- 용문산 전투
- 한국전쟁
- 화천댐
- 화천수력발전소
- 평화의 댐
- 한국의 호수